# Somatidia longipes
Somatidia longipes är en skalbaggsart som beskrevs av Sharp 1878. Somatidia longipes ingår i släktet Somatidia och familjen långhorningar. Inga underarter finns listade i Catalogue of Life.